# Habrotrochidae
Habrotrochidae zijn een familie van raderdiertjes. De wetenschappelijke naam van deze familie is voor het eerst geldig gepubliceerd in 1913 door Harring.

## Geslachten
- Habrotrocha Bryce, 1910
- Otostephanos Milne, 1916
- Scepanotrocha Bryce, 1910